# Maayavan
Maayavan (там. மாயவன்) — индийский научно-фантастический фильм на тамильском языке, премьера которого состоялась 14 декабря 2017 года. Режиссёрский дебют кинопродюсера С. В. Кумара.

## Сюжет
Фильм начинается со смерти известного невролога и учёного Прамода. Его тренер видел, как он уважал себя на похоронах перед отъездом. Сюжет затем переходит к молодому следователю по уголовным делам Кумарану, преследующему мелкого, но хладнокровного преступника, где по стечению обстоятельств он становится свидетелем того же наставника, убивающего свою жену. Кумаран преследует убийцу, который угнетает его и останавливает его ударом по голове. Встреча с психиатром Дивьей заканчивается на грубой ноте, когда она считает его совершенно негодным для возвращения в отделение. Позже, когда он сам сталкивается с симптомами, которые приписывают ПТСР, он исправляет свои пути с Дивьей, которая помогает ему преодолеть свой беспорядок. Второе преступление случается, когда убивают знаменитую актрису Гопи. Кумаран посещает место преступления и обнаруживает похожие пятна крови от более раннего происшествия и многих других сходств, в том числе та же пачка сигарет, выкуриваемая убийцей, он напряжён и впадает в шок. Дивья находит его и относится к нему за свой ПТСР и делает его нормальным. Она знакомит его с Рудраном, мотивационным оратором, которого она считает полезным для его лечения. Кумаран начал работать слесарем, излагает своё расследование и выясняет, что визажист должен совершить убийство, поскольку он является главным подозреваемым. После расследования он также узнаёт, что и визажист, и тренер показали совершенно иное поведение за несколько дней до совершения убийств. Кумаран следит за визажистом, но он скачет до смерти, прежде чем признаться в чём-либо.
Следующее преступление происходит в другом месте, и теперь жертвой стал — известный учёный Нараянан. Кумаран пытается найти некоторые доказательства в доме учёного, и он находит книгу, написанную Рудраном. Думая, что Рудран может знать учёного, Кумаран посещает его офис, и обнаруживает, что его поведение изменилось. Его собственная собака начинает лаять на него, а Рудран тоже начал курить в последнее время, тем же брендом, который был найден в более ранних убийствах. Кумарана делает вывод, что происходит какая-то странная вещь, и Рудран может быть убит или стать следующим убийцей. Он забегает в мозг Рудрана, когда показывает свою более безжалостную и хладнокровную сторону, когда он убивает свою собаку. Потом он берёт Рудрана под стражу и, подписываясь на РПИ, Рудран подписывает другое имя, а затем исправляет его по собственному признаку. Кумаран замечает это и выясняет, что первый знак был подписан «Прамод».
Под воздействием этого доктора использует себя как субъект и успешно передаёт свои воспоминания на жесткий диск. Как только он умирает, его воспоминания передаются тренеру. И как только он умрёт, он передаёт свои воспоминания визажисту, а теперь и Рудрану. К тому времени, когда Кумаран решает это и обнаруживает, что следующей целью Прамода является майор Сатиам, Прамод, который теперь живёт в теле Рудхрана, который умирает и успешно попадает в мозг майора. Майор приглашает Кумарана и говорит, что его технология позволит ему жить более 1000 лет, и никто не сможет его остановить.

## В ролях
- Сундип Кишнан[англ.] — инспектор полиции Кумаран
- Джеки Шрофф — майор Сатиям, антагонист
- Лавания Трипатхи — Дивья Адхирай, врач-психолог
- Даниэль Баладжи — Рудхран, оратор
- Джайяпракаш — Велаюдхам
- Багаватхи Перумал — Карма
- Миме Гопи — Гопи, погибшая актриса
- К. С. Равикумар — Министр штата
- Амарендран — доктор Прамод

## Производство
Продюсер С. В. Кумар, известный своей продюсерской работой в фильме ужасов Pizza, решил начать режиссёрскую карьеру в июне 2014 года. На этот фильм Навин Чандра согласился на главную роль, началась съёмка в этом же месяце. Музыку сочинил Сантош Нараянан и состоялся аудио релиз, в котором были приглашены близкие друзья продюсера, но позже фильм отложили на неопределённый срок

## Саундтрек
Аудиорелиз состоялся в апреле 2017 года. Это был один из немногих случаев для Южной Индии, когда выход саундтрека состоялся более чем за полгода до выхода самого фильма. Песня «Mella Mella» стала второй песней, записанной специально для фильма, в карьере канадской звезды интернета индийского происхождения Шветы Субрам. Песня Bodhai Poo поётся в жанре электронной музыки с элементами винтажной музыки.
Вся музыка написана Гхибраном.
| №  | Название              | Исполнители               | Длительность |
| -- | --------------------- | ------------------------- | ------------ |
| 1. | «Mella Mella Sollava» | Швета Субрам, Абшек       | 4:51         |
| 2. | «Maya Masthava»       | Марана Гана Виджи         | 3:15         |
| 3. | «Bodhai Poo»          | Гхибран, Шаранья Гопинатх | 5:00         |

## Релиз
Тизер фильма был выпущен в конце 2016 года, а трейлер — в августе 2017 года[3]. После нескольких задержек фильм вышел в прокат 14 декабря 2017 года и получил положительную оценку, как зрительскую, так и у критиков.